# Арбана Джара
Арбана Джара (на албански: Arbana Xharra) е албанска разследваща журналистка от Косово, носителка на множество награди за своите репортажи.
Джара работи като журналист от 2001 г. Сред изданията, за които е работила, са „Koha Ditore“ (първият независим вестник в Косово) в периода 2006-2007 г., „Balkan Insight“ и „Zëri“.
Джара споделя мнението, че развитието на демокрацията е невъзможно без правото на пресата да разследва обществено значимите проблеми, затова в своята работа тя засяга широк спектър от въпроси. Така например през 2006 г. тя се занимава с проучване на правителствените отчети за извършените държавни разходи и финансовите машинации като огласява данни от непубликуван доклад на Министерството на икономиката и финансите на Косово, според който държавни служители харчат милиони евро ежегодно за телефонни обаждания, официални вечери, гориво и други. През следващата година във фокуса на вниманието ѝ са причините довели до инфлацията и недостига на храни, а през 2010 г. разследва използването на активите на телекомуникационната компания Telekomi i Kosovës. Друга тема, която често засяга в публикациите си, са отношенията между политиката и бизнеса.
През 2012 г. след неин материал за корупцията в правителството и връзките на местните бизнесмени с политиците, срещу нея започва съдебен процес, но е оправдана с мотива, че в работата си е следвала етичния кодекс на печатните медии в Косово.
Отново през 2012 г. в период от 18 месеца разследва ръста на религиозния екстремизъм в страната след падането на социалистическия режим в бивша Югославия.
Арбана Джара често е обект на заплахи и атаки заради своите журналистически материали. На 13 март 2017 г. след едно такова нападение е хоспитализирана.